# Special Olympics World Winter Games 2017
Die 11. Special Olympics World Winter Games fanden von 14. bis 25. März 2017 in Graz, Schladming und Ramsau in Österreich statt.

## Vergabe
Das Leitungsgremium der Special Olympics gab die Vergabe der Special Olympics World Winter Games 2017 bei einem Treffen 2012 in Panama bekannt. Österreich war zum zweiten Mal Austragungsort der Winterspiele. Bereits die Special Olympics World Winter Games 1993 hatten in Österreich – in Schladming und Salzburg –  stattgefunden.

## Sportarten und Wettkampfstätten

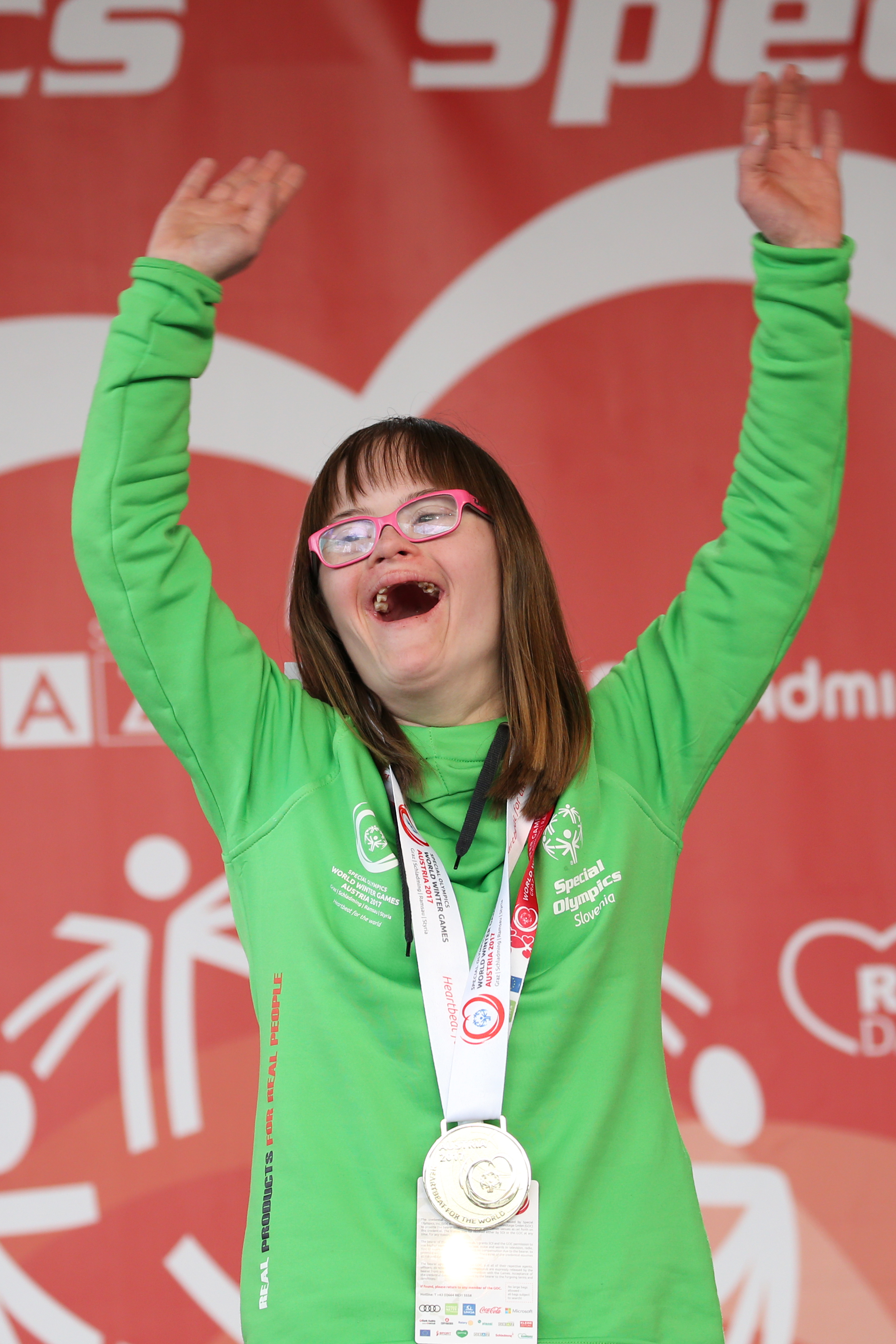
Nika Dolinšek aus Slowenien bei der Preisverleihung Riesenslalom

Die bei der Behindertensport-Veranstaltung vertretenen Sportarten waren:
- Eiskunstlauf
- Eisschnelllauf
- Floor Hockey
- Floorball
- Schneeschuhlaufen
- Ski Alpin (Slalom, Riesentorlauf und Super-G)
- Ski Nordisch (Langlaufen)
- Snowboard (Slalom, Riesentorlauf und Super-G)
- Stocksport

Außerdem wurden mit Tanzen und dem Motor Activity Training Program (MATP) zwei Demonstrationsbewerbe abgehalten.
Die Wettkampfstätten befanden sich in Graz, Schladming und Ramsau. Im Planai-Stadion in Schladming fand die Eröffnungsfeier statt. In den Schladminger Ortsteilen Rohrmoos und Untertal lagen die Veranstaltungsorte für die alpinen Bewerbe Ski und Snowboard. In Ramsau wurden die nordischen Bewerbe Schneeschuhlauf und Ski Nordisch abgehalten. Die steirische Landeshauptstadt Graz beherbergte die Hallenwettbewerbe und die Schlussfeier. Die Veranstaltungsorte in der Stadt waren die Stadt- und Messehalle Graz, das Eisstadion Liebenau und das Stadion Liebenau.

## Teilnehmer
An den Special Olympics World Winter Games 2017 nahmen rund 2700 Athleten aus 107 Nationen teil. Hinzu kamen 5000 Angehörige und Trainer. Aus Deutschland reisten 72 Athletinnen und Athleten an.
Die Delegationen kamen aus folgenden Ländern:
| - Afghanistan - Ägypten - Algerien - Andorra - Argentinien - Armenien - Aserbaidschan - Australien - Bahrain - Bangladesch - Belgien - Bosnien und Herzegowina - Bulgarien - Burkina Faso - Chile - Costa Rica - Dänemark - Deutschland - Dominikanische Republik - Elfenbeinküste - Estland - Finnland - Frankreich - Georgien - Ghana - Gibraltar - Griechenland - Hongkong - Indien - Indonesien - Irak - Iran - Irland - Island - Isle of Man - Israel | - Italien - Jamaika - Japan - Jordanien - Kanada - Kasachstan - Katar - Kenia - Kirgisistan - Kosovo - Kroatien - Kuba - Lettland - Libanon - Libyen - Liechtenstein - Litauen - Luxemburg - Macau - Malaysia - Marokko - Mazedonien - Mexiko - Moldau - Monaco - Mongolei - Montenegro - Namibia - Neuseeland - Niederlande - Nigeria - Norwegen - Oman - Österreich - Pakistan - Palästina | - Polen - Rumänien - Russland - San Marino - Saudi-Arabien - Schweden - Schweiz - Serbien - Singapur - Slowakei - Slowenien - Spanien - Sri Lanka - St. Lucia - Südafrika - Südkorea - Syrien - Tadschikistan - Taiwan - Trinidad und Tobago - Tschechien - Tunesien - Turkmenistan - Uganda - Ukraine - Ungarn - Uruguay - Usbekistan - Venezuela - Vereinigte Arabische Emirate - Vereinigte Staaten - Vereinigtes Königreich - Volksrepublik China - Belarus - Zypern |  |

## Motto und Maskottchen

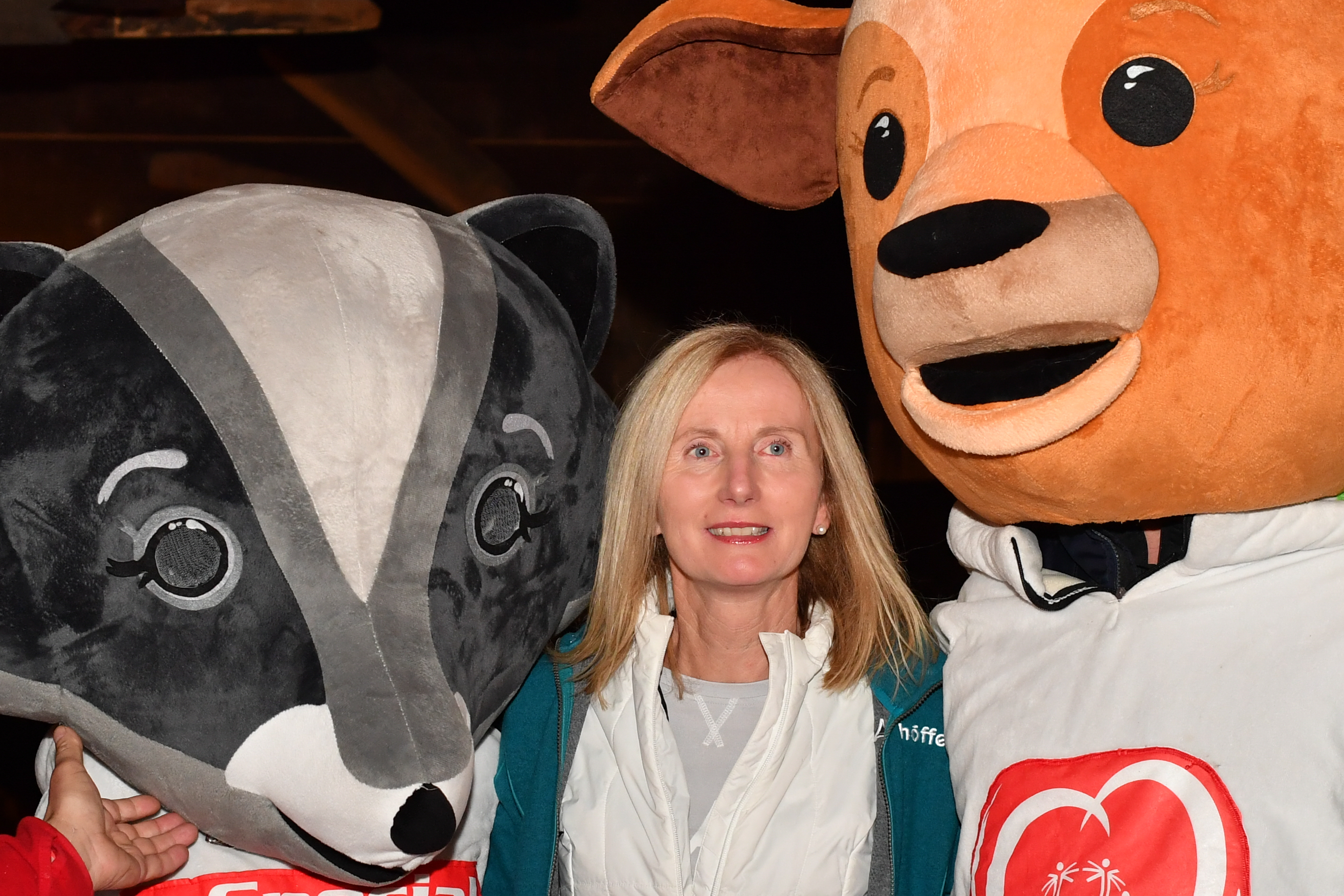
Lara und Luis, die Maskottchen der Special Olympics World Winter Games 2017

Das Motto der Spiele lautete Heartbeat for the world.
Die offiziellen Maskottchen Lara und Luis sollten möglichst viele Länder der Erde besuchen und auf diese Weise auf die Special Olympics Winterspiele in der Steiermark aufmerksam machen. Ein Maskottchen wurde an die Veranstalter der Olympischen Sommerspiele 2020 in Tokio übergeben. Ein zweites flog zunächst in die USA, der ersten Station seiner Weltreise.